# Matteo Donegà
Matteo Donegà (Bondeno, 1 de abril de 1998) es un deportista italiano que compite en ciclismo en las modalidades de pista y ruta. Ganó una medalla de plata en el Campeonato Europeo de Ciclismo en Pista de 2020, en la prueba de puntuación.

## Medallero internacional
| Campeonato Europeo | Campeonato Europeo | Campeonato Europeo | Campeonato Europeo |
| Año                | Lugar              | Medalla            | Competición        |
| ------------------ | ------------------ | ------------------ | ------------------ |
| 2020               | Plovdiv (Bulgaria) | Medalla de plata   | Puntuación         |